# Les Brunels
Les Brunels è un comune francese di 230 abitanti situato nel dipartimento dell'Aude nella regione dell'Occitania.

## Società

### Evoluzione demografica
Abitanti censiti